# Mạnh Bà
Mạnh Bà (chữ Hán: 孟婆) là một nhân vật của nhiều truyền thuyết Á Đông gồm: Trung Quốc và là người chế tạo chén canh Mạnh Bà (còn được gọi là cháo lú) ở dưới Địa phủ giúp các vong hồn quên hết mọi chuyện kiếp trước trước khi đầu thai. Canh Mạnh Bà cũng có một tên gọi khác bằng tiếng Anh là Five-Flavored Tea of Forgetfulness (tạm dịch: Trà lãng quên ngũ vị).
Theo thần thoại Trung Quốc, sau khi con người chết đi, linh hồn của họ sẽ phải đi qua một con đường được gọi là Hoàng Tuyền lộ. Ở phía cuối con đường có dòng Vong Xuyên. Bắc qua dòng nước là cầu Nại Hà, khi linh hồn đi hết cây cầu sẽ đến được Vọng Hương Đài. Những linh hồn được đầu thai chuyển kiếp làm người đều phải đi qua nơi này, rồi uống một bát canh của một bà lão tên là Mạnh Bà để quên đi kiếp trước.